# Joseph Needham
Joseph Terence Montgomery Needham (ur. 9 grudnia 1900 w Londynie, zm. 24 marca 1995 w Cambridge) – brytyjski biochemik znany przede wszystkim z monumentalnego dzieła Nauka i cywilizacja w Chinach (Science and Civilisation in China). Jako jego redaktor, Needham jest na Zachodzie uznawany za pioniera w badaniach nad osiągnięciami chińskiej nauki. W Chinach jest znany pod chińskim nazwiskiem Li Yuese.
Wielkie Pytanie Needhama (ang. Needham’s Grand Question) brzmi: dlaczego Chiny, które w średniowieczu były najnowocześniejszym państwem świata, zatrzymały się w rozwoju i zostały wyprzedzone przez kraje Europy Zachodniej?

## Życiorys
Needham pochodził z osiadłej w Londynie szkockiej rodziny. Jego ojciec był lekarzem, matka – kompozytorem i nauczycielką muzyki. Studiował w Gonville and Caius College na Uniwersytecie Cambridge , gdzie w 1925 roku uzyskał doktorat. Po studiach zajmował się embriologią i morfogenezą.
W 1936 roku Needham trafił do Chin, gdzie zaczął się uczyć klasycznego języka chińskiego, zainteresował się również chińską nauką. Jako szef Chińsko-Brytyjskiego Biura Współpracy Naukowej w Chongqingu (1942-1946) współpracował z chińskim historykiem Wang Lingiem. W tym czasie poznał wielu chińskich uczonych, odwiedził Dunhuang i Junnan. Zebrał również materiały do swoich przyszłych prac.
Po powrocie z Chin był przez dwa lata dyrektorem Wydziału Nauki w UNESCO w Paryżu. Po powrocie do Anglii w 1948 roku rozpoczął wraz z zespołem w Cambridge wydawanie wielotomowej pracy Science and Civilisation in China, nad którą pracę kontynuował do przejścia na emeryturę w 1990 roku. Do 1966 roku wykładał biochemię. W czasie wojny koreańskiej był inspektorem w latach 1952–1953, poparł wówczas chińskie oskarżenia wobec USA o stosowanie w Korei broni biologicznej.
W 1985 roku otwarto w Cambridge Instytut Needhama (ang. Needham Research Institute), zajmujący się m.in. badaniami nad historią chińskiej nauki.

## Polskie wydania prac
- Joseph Needham: Wielkie miareczkowanie: nauka i społeczeństwo w Chinach i na Zachodzie. Irena Kałużyńska (tłum.). Warszawa: Państwowy Instytut Wydawniczy, 1984. ISBN 83-06-00968-1. Brak numerów stron w książce